# Scritta Hollywood

La scritta di Hollywood

L'Hollywood Sign (in italiano Scritta Hollywood) è una scritta monumentale che si trova sul Monte Lee e sovrasta il quartiere di Hollywood a Los Angeles negli Stati Uniti d'America. Le lettere, di colore bianco, sono larghe 9 metri e alte 15 metri ciascuna e la scritta nel suo complesso è lunga 110 metri. La struttura fu creata inizialmente negli anni venti del XX secolo per scopi promozionali ed è diventata col tempo uno dei simboli più conosciuti della città, nonché un'importante attrazione turistica.

## Storia

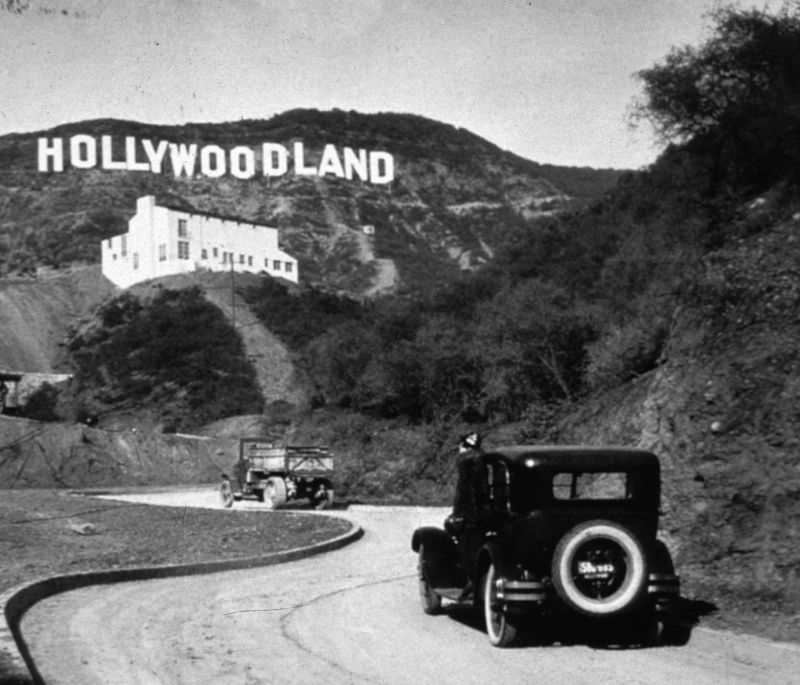
La scritta originale "Hollywoodland"

La scritta venne realizzata nel 1923 a scopo pubblicitario, ovvero per promuovere un progetto di sviluppo immobiliare nominato "HOLLYWOODLAND". Inizialmente la scritta era dunque questa e illuminata durante la notte da lampadine. L'iniziativa promozionale era destinata a essere di durata limitata nel tempo, circa un anno e mezzo, tuttavia con l'ascesa dell'industria cinematografica, essa iniziò a diventare il simbolo della città californiana e sinonimo stesso di Cinema, pertanto questo portò alla decisione di non smantellare l'installazione temporanea della scritta. 
Col passare degli anni, tuttavia, la scritta andò incontro a un progressivo deterioramento, tanto che nel 1949 si decise di rinnovare la struttura. Venne altresì stabilito che le spese di illuminazione sarebbero state a carico della Camera di Commercio di Hollywood, che decise così di eliminare il suffisso "LAND" dalla scritta. 
L'operazione venne descritta sui quotidiani locali e anche in alcune pagine del romanzo Dalia Nera di James Ellroy.
Questa prima operazione di restauro riportò la scritta agli antichi fasti; tuttavia, dal momento che la struttura era costituita di legno rivestita da una sottile lamina di metallo, col passare del tempo si deteriorò, tanto da apparire in pessime condizioni negli anni settanta.

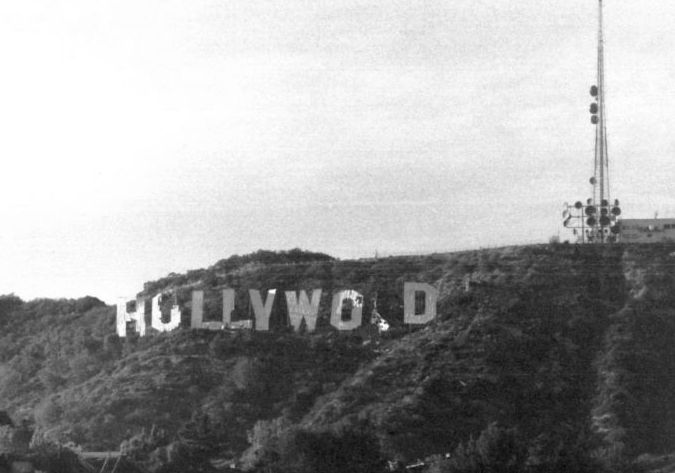
La scritta come appariva negli anni settanta, visibilmente deteriorata

Nel 1979, anche in seguito alla campagna promossa dal celebre cantante Alice Cooper, si decise di procedere a un nuovo e più consistente restauro, che prevedesse la realizzazione di una nuova struttura che fosse anche resistente agli elementi ambientali. 
la realizzazione di ogni lettera venne finanziata con una donazione di 27.777$, denaro offerto da vari benefattori tra cui Alice Cooper, ma anche Hugh Hefner, Gene Autry e la stessa Warner Brothers Records. 
Tale scritta è quella che può essere osservata ancora attualmente.

### Fatti di cronaca

#### Il suicidio di Peg Entwistle
Nel settembre del 1932, l'attrice Peg Entwistle si arrampicò fino alla cima della lettera H e saltò nel vuoto, uccidendosi. Aveva 24 anni. Il corpo dell'attrice fu rinvenuto due giorni dopo, il 18 settembre.

#### Vandalismi
Nella notte tra il 31 dicembre 2016 e il 1º gennaio 2017 le due lettere "O" finali della famosa scritta vennero modificate da ignoti vandali come due "e" minuscole, formando la parola "weed", che nello slang inglese ha il significato di "marijuana".

## Localizzazione
L’insegna si trova sul lato sud di Mount Lee nel Griffith Park, a nord della Mulholland Highway, ed a sud del cimitero di Forest Lawn Memorial Park (Hollywood Hills).
L’insegna si trova su un terreno accidentato e ripido, e ci sono delle barriere per impedire l'accesso non autorizzato. Nel 2000, il Dipartimento di Polizia di Los Angeles ha installato un sistema di sicurezza con rilevamento del movimento e telecamere a circuito chiuso. Qualsiasi movimento nelle aree contrassegnate da restrizioni innesca un allarme che avvisa la polizia.
La posizione è 34:08 02.56 N 118:19 18,00 O ad un’altitudine di 1.578 piedi (481 m).
Il punto panoramico più vicino accessibile al pubblico è l'ultima casa sulla Mulholland, vicino all'incrocio di Ledgewood Dr. e Mulholland Hwy.